# Yatenga
O Yatenga é uma província de Burkina Faso localizada na região Norte. Sua capital é a cidade de Ouahigouya.

## Departamentos

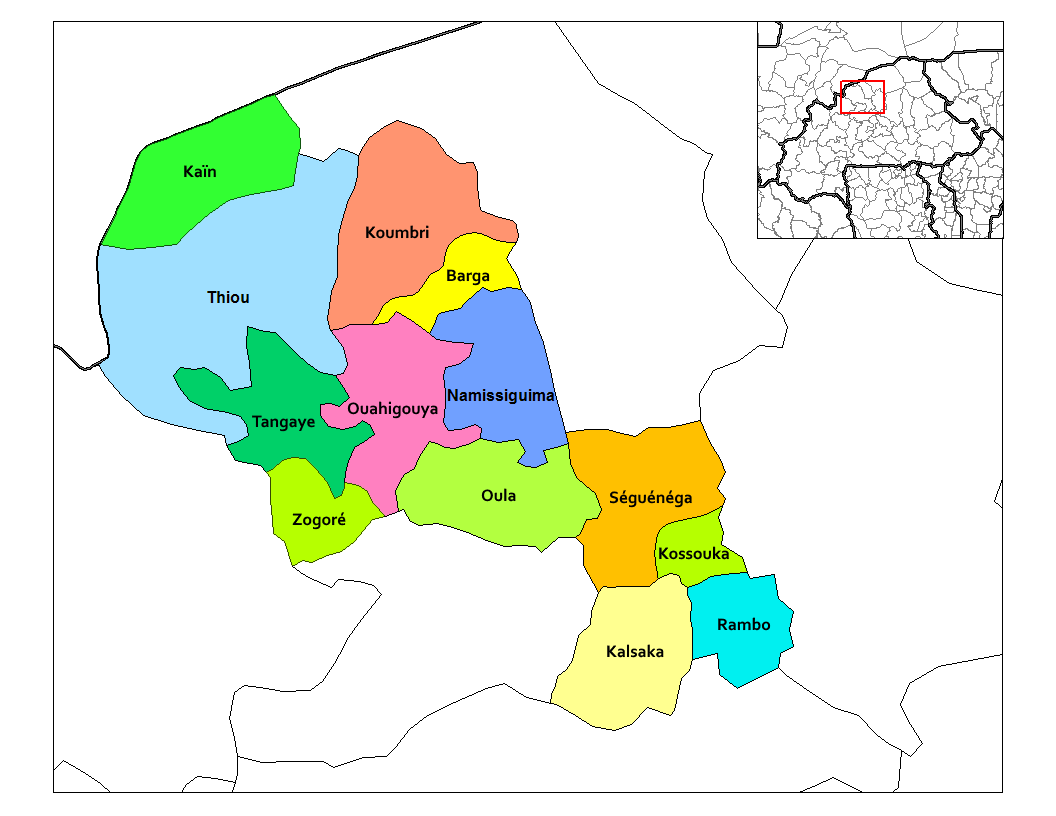
Localização dos diversos departamentos da província do Yatenga, Burkina Faso

A província do Yatenga está dividida em treze departamentos:
- Barga
- Kaïn
- Kalsaka
- Kossouka
- Koumbri
- Namissiguina
- Ouahigouya
- Oula
- Rambo
- Séguénégua
- Tangaye
- Thiou
- Zogoré